# Легебрух
Легебрух (нем. Leegebruch) — община в Германии, в земле Бранденбург.
Входит в состав района Верхний Хафель.  Население составляет 6957 человека (на 31 декабря 2020 года). Занимает площадь 5,15 км².
| Год  | Население |
| ---- | --------- |
| 1990 | 4 180     |
| 1995 | 5 144     |
| 2000 | 6 338     |
| 2005 | 6 671     |
| 2010 | 6 622     |
| 2015 | 6 678     |
| 2020 | 6 957     |